# 2000年夏季残疾人奥林匹克运动会加拿大代表团
2000年夏季残疾人奥林匹克运动会加拿大代表团是加拿大派出的2000年夏季残疾人奥林匹克运动会代表团。获得38枚金牌、33枚银牌和25枚铜牌。